# 图们江
42°25′47″N 130°36′41″E / 42.42972°N 130.61139°E
图们江（羅馬化：Tumannaya reka）亦称豆满江（：／ Tumangang */?，满语：ᡨᡠ᠋ᠮᡝᠨ
ᡠᠯᠠ），发源于长白山东南部的长白山天池，干流全长500多公里，注入日本海。上游是中华人民共和国与朝鲜的界河，下游15公里为朝鲜与俄罗斯的界河。

## 名稱
图们江在金朝、元朝称“爱也窟河”，其下游段称“统门河”；明朝称“啊也苦河”，其下游段称“徒门河”；在清朝時按滿語讀音譯作“土門江”。“土门”满语原称“土门色禽”（转写：tumen sekiyen），土门意为“万”，色禽意思是“河源”意思就是「万水之源」。其實“土門”、“豆滿”、“圖們”都是一音之轉。
朝鮮王朝《新增东国舆地胜览》卷五十咸镜道庆源都护府豆满江（图们江）：“女真语谓万为豆满，以众水至此合流，故名”。後來中國方面改用與原來讀音相近，但沒有意義的“圖們”來作為這條河流的譯名；而朝鮮半島方面則使用“荳滿江”這個名稱。這裡的民族有崇拜水精的習慣：金蛙王與努爾哈赤也與此河有關。

## 干流
图们江，辽代称“驼门”。金、元称“爱也窟河”，其下游段称“统门河”。明代称“啊也苦河”，其下游段称“徒门河”。清代称河源段为“大浪河”，图们市以下则叫“统门水”，也叫“土门江”。康熙年间称土门，清高宗乾隆皇帝钦定《辽金元三史语解·金史语解》中称图们。1962年中朝两国协定，“红土水”与溺流水以下称图们江。图们江在清朝时按满语读音译作“土门江”。
据《中国古今地名辞典》记载：“土门”其实并非汉语，也不是朝鮮语，“土门”满语原称“土门色禽”，土门意为“万”，色禽意思是“源”、“河源”，“图们色禽”亦即万水之源， 后来略去“色禽”，简称“土门”。可是，后来日本借“土门”这两个汉字词挑起朝鮮和清朝之间的领土争端，指清朝非法侵占朝鮮的土地。事件间接引致朝鮮独立，并使日本有机会进一步侵占朝鮮的利益。与此同时，中国方面改用与原来读音相近，但没有意义的“图们”来作为这条河流的译名。
韓語称豆满江，实是图们江直译音。朝鲜王朝《新增东国舆地胜览》卷五咸镜道庆源都护府豆满江（图们江）：“女真语谓万为豆满，以众水至此合流，故名”。长白山：“女真语谓善（山）颜（言）阿林，以白色的山峰，故名，胡（女真）人奉之为神山。”《朝鮮王朝肃宗实录》记载，十七年十一月丙寅：“长白山，胡人（满人）或称白头山，以长白故也”。

## 地理
图们江发源于长白山东南部，全长505公里，其中490公里为吉林朝鲜边界，最下游15公里为俄朝边界。图们江流向东北又折向东南，其干流流经和龙、龙井、图们、珲春四市。图们江在珲春市敬信镇防川村土字牌（东经130度42分，北纬42度17分处）出中国境。
江的北岸是延邊朝鮮族自治州，南岸是朝鮮咸鏡北道、两江道。

## 經濟开发
1992年，在中华人民共和国、朝鲜、韩国、俄罗斯和蒙古国的共同建议和参与下，联合国开发计划署制定了图们江地区发展规划，对圖們江沿岸進行積極開發。中国已在位于图们江下游的琿春市设立珲春边境经济合作区；朝鲜也将靠近图们江的罗津和先锋两市划为罗先直辖市，指定其为经济特区，引进外资加以开发。图们江上有公路桥、铁路桥连接朝鲜和延边。图们江河口附近有连接朝鲜铁路和俄罗斯西伯利亚铁路的「豆满江站」，由于朝俄两国间的铁路轨距不相同，旅客列车需在该站更换轉向架，货物列车则在该站进行货物换装。
2009年11月，中国国务院发布《中国图们江区域合作开发规划纲要以长吉图为开发开放先导区》，这是国内首个沿边区域经济发展的国家战略规划。

## 划界问题
1712年（康熙五十三年），淸朝与朝鮮两国首次确定以图们江水为界。1860年（咸丰十年），清政府在《中俄北京条约》中把图们江最后15公里的北岸划归俄羅斯帝國，俄罗斯至此与朝鮮成为陆上邻国，中国也失去了日本海的出海口。1886年，清政府御史吴大澂与俄签订《中俄珲春东界约》，成功争取到中国船只图们江出海权。1909年9月4日（宣统元年），清朝和日本帝国签订《圖們江中韓界務條款》，确认圖們江是中、韓兩國國界。1938年，日苏张鼓峰事件后，中国图们江出海口被日本和苏联封锁。
1962年中华人民共和国和朝鲜民主主义人民共和国签定边界条约，确认延边属于中国，但是中国将长白山天池一部分劃歸朝鲜。1990年，苏联与朝鲜签订边界协议将圖們江出海口附近的鹿屯島划归苏联，韩国抗议，并要求苏联归还领土。1991年5月16日《中华人民共和国和苏维埃社会主义共和国联盟关于中苏国界东段的协定》中的第九条，苏方同意中国船只（悬挂中国国旗）可沿协定有关界点以下的图们江（苏联地图为图曼纳亚河）通海往指定航行。同時苏方也附加限制，僅允許季節性捕撈的漁船，而不准商業運行的船隻出海。2024年5月签署的《中华人民共和国和俄罗斯联邦在两国建交75周年之际关于深化新时代全面战略协作伙伴关系的联合声明》提出“双方将同朝鲜民主主义人民共和国就中国船只经图们江下游出海航行事宜开展建设性对话”。

## 桥梁

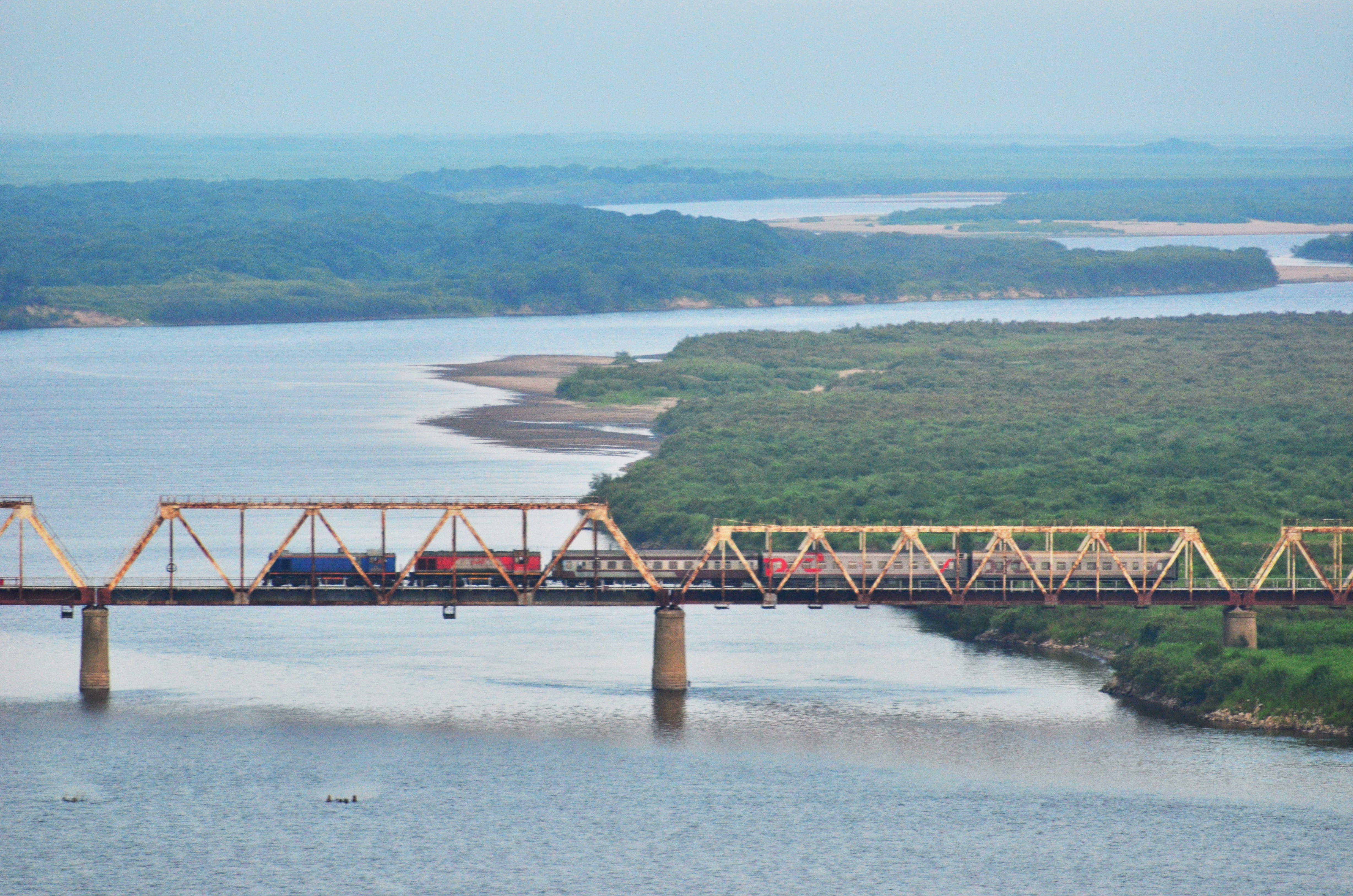
朝俄友誼橋（1959年建）

- 朝俄友誼橋（鐵路）：遠東聯邦管區濱海邊疆區哈桑區
- 琿春大橋（公路）：吉林省延邊朝鮮族自治州琿春市
- 甩灣子斷橋（公路）：吉林省延邊朝鮮族自治州琿春市
- 涼水斷橋（公路）：吉林省延邊朝鮮族自治州圖們市（吉林省文物保護單位）
- 圖們國境大橋（公路）：吉林省延邊朝鮮族自治州圖們市
- 圖們鐵路大橋（鐵路）：吉林省延邊朝鮮族自治州圖們市
- 開山屯鐵路橋（鐵路）：吉林省延邊朝鮮族自治州龍井市